# Quadricalcarifera chambae
Quadricalcarifera chambae är en fjärilsart som beskrevs av Sergius G. Kiriakoff 1970. Quadricalcarifera chambae ingår i släktet Quadricalcarifera och familjen tandspinnare. Inga underarter finns listade.